# جويل سبولسكي
أفرام جول سبولسكى (وُلد في 1965م) وهو مهندس برمجيات وكاتب. وهو صاحب مدونة «جول عن تطوير البرمجيات». كان يعمل مدير برامج ضمن فريق مايكروسوفت إكسل ما بين عام 1991م و1994م. وقد وضع بعد ذلك برنامج فروج كريك عام 2000م وأطلق مدونة «جول عن تطوير البرمجيات». في عام 2008م أطلق موقع (ستاك أوفرفلو Stack Overflow) الناجح حالياً والخاص بأسئلة وإجابات حول البرمجة بالتعاون مع «جيف أتوود». باستخدام برنامج (ستاك إكستشانج Stack Exchange) الذي يُشغل موقع (ستاك أوفرفلو Stack Overflow) فإن شبكة (ستاك إكستشانج Stack Exchange) تستضيف الآن أكثر من 40 موقع للأسئلة والأجوبة.

## السيرة الذاتية
ولد سبولسكى في ألباكركي في نيومكسيكو وعاش فيها حتي بلغ الخامسة عشر. ثم انتقل مع عائلته إلي القدس إسرائيل حيث دخل المدرسة الثانوية وأدي بالخدمة العسكرية في قوات مظلية. وقد كان أحد المؤسسين لـ كيبوتس في الجليل الأعلي. وفي عام 1987م عاد إلي الولايات المتحدة للالتحاق بالجامعة. وقد درس في جامعة بنسلفانيا لمدة عام قبل أن يقوم بالتحويل إلي كلية بيرسون في جامعة يال حيث تخرج منها عام 1991م وحصل علي شهادة البكالوريوس بامتياز مع مرتبة الشرف في علم الحاسوب.
بدأ سبولسكى العمل في مايكروسوفت عام 1991م كمدير برامج ضمن فريق مايكروسوفت إكسل حيث قام بتصميم إكسل بيسيك وقاد إستراتيجية شركة مايكروسوفت الخاصة بـ فيجوال بيسك للتطبيقات. وقد انتقل إلي نيويورك عام 1995م حيث عمل لدي شركة فياكوم وجونو. وفي عام 2000م وضع برنامج فروج كريك وأطلق مدونة «جول عن تطوير البرمجيات» والتي توقفت في 18 من مارس 2010م الذي صادف العام العاشر للمدونة. كانت مدونة «جول عن تطوير البرمجيات» من أوائل المدونات التي يُنشئها رجل أعمال.
في عام 2005م اشترك سبولسكى في إنتاج برنامج (أردفاركيد: 12 اسبوع مع المهوسيين) وظهر فيه وهو عبارة عن برنامج وثائقي يوثق تطوير برنامج فروج كريك في مشروع أردفارك (أداة للمساعدة عن بُعد).
بدأ سبولسكى في التعاون حديثًا مع (جيف أتوود) في موقع (ستاك أوفرفلو Stack Overflow) وهو موقع إلكتروني The Joel Test.
للأسئلة والإجابات لمطوري البرمجيات.
وهو مؤلف خمسة كتب تتضمن: كتاب (تصميم واجهة المستخدم للمبرمجين)، وكتاب (تَذَاكَ وانجز الأمور). كما أنه واضع (اختبار جول)

## وصلات خارجية
- الموقع الرسمي
- جويل سبولسكي على موقع IMDb (الإنجليزية)